# King (empresa)
King Digital Entertainment plc, fazendo negócios sob o nome King, anteriormente conhecido como King.com, é uma empresa de jogos sociais, a qual desenvolve jogos para web, para dispositivos móveis (iOS, Android, Windows Phone), para Facebook e para Windows 10, e é subsidiária da Activision Blizzard que agora faz parte da Microsoft Gaming. King é liderado por Riccardo Zacconi desde 2003, ano em que a empresa foi fundada. Gerhard Florin é o atual presidente do Conselho de Administração, assumindo o posto no lugar de Melvyn Morris, quando este deixou o cargo em novembro de 2014. A empresa conta com 1 400 funcionários. Em 2013, gastou 110,5 milhões de dólares norte-americanos em pesquisa e desenvolvimento, aproximadamente seis por cento das vendas. King tinha trinta milhões de usuários únicos no primeiro trimestre de 2012 e o número saltou para quatrocentos e oito milhões até ao final de 2013. As vendas aumentaram de pouco mais de sessenta e dois milhões de dólares em 2011 para 1,88 bilhões em 2013. Em 2014, King lucra 2,6 bilhões de dólares, com Candy Crush gerando quase a metade desse valor.
Antes de fundar a empresa, Zacconi e Toby Rowland trabalharam juntos no site uDate.com, o qual foi criado por Melvyn Morris. Morris vendeu o site por cento e cinquenta milhões de dólares. Uniram forças com Sebastian Knutsson, Thomas Hartwig, Lars Markgren e Patrik Stymne para começar o King em 2003. Morris foi investidor-anjo quando a empresa começou a funcionar e atuou como presidente até novembro de 2014.
No dia 23 de fevereiro de 2016, a King foi adquirida pela Activision Blizzard no valor de 5,9 bilhões de dólares.
Funcionários-chave
- Riccardo Zaconni – Diretor executivo
- Sebastian Knutsson – Diretor de criação
- Hope Cochran – Diretor financeiro
- Rob Miller – Diretor jurídico e secretário corporativo
- Alex Dale – Diretor de marketing
- Stephane Kurgan – Diretor de operações
- Thomas Hartwig – Diretor de tecnologia
- Mark Taylor – Diretor de pessoas

## Jogos

### Para iOS
Desde outubro de 2016, o King conta com dezesseis jogos disponíveis para baixar na loja de aplicativos da iOS. São eles: Blossom Blast Saga, Bubble Witch Saga, Bubble Witch 2 Saga, Candy Crush Saga, Candy Crush Soda Saga, Candy Crush Jelly Saga, Diamond Digger Saga, Farm Heroes Saga, Papa Pear Saga, Pet Rescue Saga, Pyramid Solitaire Saga, Scrubby Dubby Saga, Alpha Betty Saga, Paradise Bay, Farm Heroes Super Saga e Shuffle Cats.

### Para Android
Desde outubro de 2016, a empresa tem dezessete jogos disponíveis para baixar na Play Store do Google. São eles: Blossom Blast Saga, Bubble Witch Saga, Bubble Witch 2 Saga, Candy Crush Saga, Candy Crush Soda Saga, Candy Crush Jelly Saga, Diamond Digger Saga, Farm Heroes Saga, Papa Pear Saga, Pet Rescue Saga, Pyramid Solitaire Saga, Alpha Betty Saga, Paradise Bay, Scrubby Dubby Saga, Farm Heroes Super Saga e Shuffle Cats, e uma versão suave de Hero em algumas regiões do mundo. Pepper Panic Saga também pode ser baixado, mas não através da Play Store.

### Para Windows
King conta com oito jogos disponíveis para baixar na Loja Windows. São eles: Candy Crush Saga, Candy Crush Soda Saga, Candy Crush Jelly Saga, Papa Pear Saga, Candy Crush Friends Saga, Bubble Witch 3 Saga, Pet Rescue Saga e Farm Heroes Saga

### Jogos Kakao disponíveis na Coreia do Sul
Dois dos jogos de King estão ligados a KakaoTalk: Candy Crush Kakao e Farm Heroes Kakao.
A empresa também lança vários jogos em Flash e HTML5 para jogar em um navegador.

## Prêmios
- Empresa com crescimento mais rápido do Reino Unido – Media Momentum Digital Awards[8]

- Melhor jogo social – Candy Crush Saga, Prêmio Internacional de Jogos para Celulares (2013)[9]

- Prêmio Stevie de Ouro – Bubble Witch Saga, Nona edição do Prêmio Anual de Negócios Internacionais (2012)[10]

- Aplicativo favorito – Candy Crush Saga, Kids' Choice Awards (2014), perdeu para Despicable Me: Minion Rush